# Windpark Sabinapolder
Windpark Sabinapolder bestaat uit elf windturbines en staat in Heijningen langs het Volkerak in de Nederlandse provincie Noord-Brabant.
Dit park in de Sabina-Henricapolder is in 1995 in gebruik genomen met zeven windmolens. Vanaf 2007 zijn deze windmolens gedemonteerd en in 2009 vervangen door nieuwe grotere. Het windpark is 21 januari 2010 officieel heropend. RWE plaatste in 2012 een achtste molen van hetzelfde type. De turbines zijn van het type Vestas V52/850 (vermogen 850 kW, diameter 52 meter, ashoogte op 48 meter). In 2014 volgde wederom een uitbreiding met drie nog grotere windmolens.